# 福吉勲二
福吉 勲二（ふくよし くんじ、1896年5月11日 - 没年不明）は、日本の内務官僚。桑名市長。

## 経歴
三重県出身。1921年京都帝国大学法学部卒。1924年高等文官試験に合格し、内務省に入る。復興局から岐阜、北海道、秋田、鳥取、岡山、富山、愛媛の各県に勤務し、1941年沖縄県内務部長となる。その後、香川県副知事となり、1945年7月に桑名市長に就任した。
市長就任直後に終戦を迎え、戦災復興に力を入れた。しかし、同年10月に市内の川の氾濫による水害が起き、大きな被害を受けた。福吉は戦災と水害によるダブルパンチを受けた市民を大いに励まし、復興に奔走した。翌1946年に城南干拓事業に着手、1947年には学校給食を実施した。同年2月に市長を退任した。
その後、1951年の松阪市長選挙に立候補したが落選、6年後の1957年の同市長選に再び立候補したが落選した。
この他三重県共同募金会事務局長を務めた。